# 너지 임레

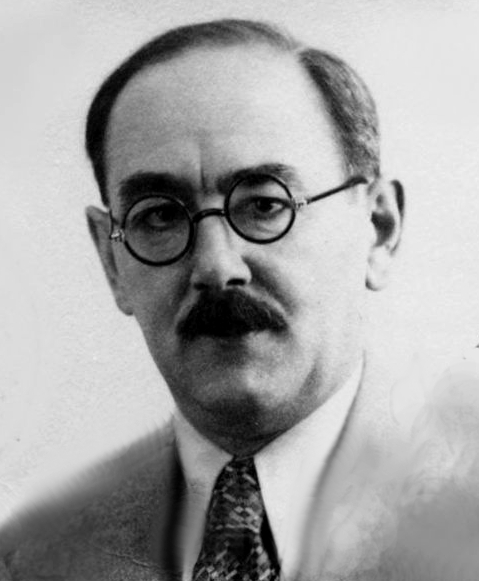
너지 임레

너지 임레(헝가리어: Nagy Imre, 1896년 6월 7일 ~ 1958년 6월 16일)는 헝가리의 정치인으로 두 차례에 걸쳐 헝가리의 수상을 지냈다. 1956년 헝가리 혁명 당시, 스탈린주의에 반대해 소비에트 연방의 침공에 저항하였다. 그러나, 항쟁은 실패로 끝났고 너지는 비밀 재판에 회부되어 교수형에 처해졌다.

## 경력

### 제2차 세계 대전 전
너지는 헝가리 서부(당시 오스트리아-헝가리)의 도시 커포슈바르(Kaposvár) 출신으로, 날품 농가에서 태어났다. 석공 견습을 거쳐 제1차 세계 대전에 참전해 동부 전선에 가담했지만, 러시아의 포로가 되었다.
그 후에는 쿤 벨러가 이끄는 헝가리 소비에트 사회주의 공화국의 수립에 관여했지만, 소비에트 연방으로 돌아와 농업 조사와 관계되면서 코민테른의 헝가리 대표를 맡았다.

### 제2차 세계 대전 후부터 헝가리 봉기까지

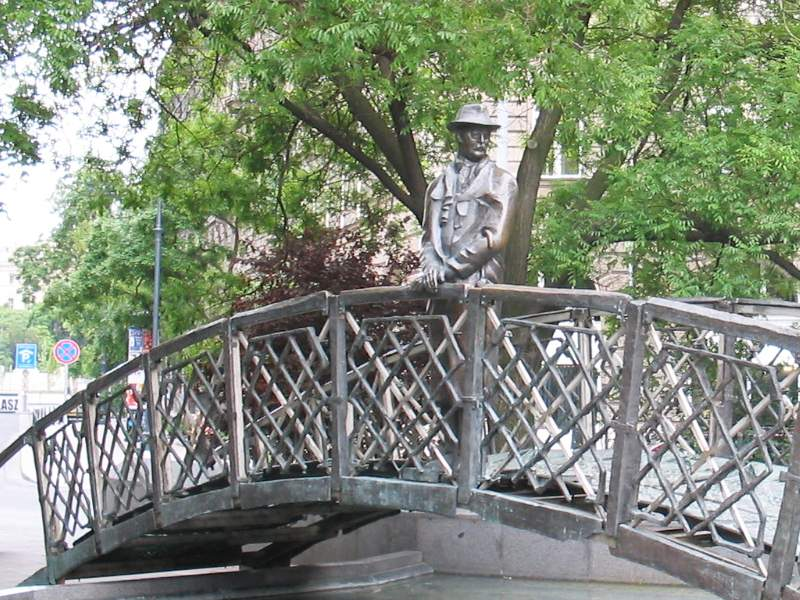
부다페스트에 있는 너지 임레의 동상

제2차 세계 대전 후에 소련군에 의해 헝가리가 점령돼 라코시 마차시가 인솔하는 헝가리 근로자당이 실권을 잡고 있는 중, 근로자당 간부로서 농림수산부 장관 등을 역임하였다. 1953년 6월에는 라코시의 후임으로서 수상으로 취임하였다. 이오시프 스탈린의 사후, 느슨해지기 시작한 헝가리의 공산주의에 대해 헝가리 민중은 저임금 문제나 식량난에 허덕이는 조직적인 파업을 결행하였다.
또 부다페스트 중공업, 경공업 지대에서도 파업이 잇따랐는데, 이러한 자국의 위기 상황을 중요하게 본 그는 정책 노선을 새롭게 바꾸었다. 우선은 곤궁한 국민의 생활을 개선하려는 방법으로 공산주의 상징의 하나이기도 한 농업 집단화 제도를 폐지했고, 그 밖에 종교적 관용과 강제 수용소 폐지를 실행하였다. 그러나, 너지의 이같은 시장경제 진영적인 방식은 곧바로 스탈린주의자들과의 대립을 불렀다. 그 결과, 1955년 4월에 실각에 몰렸고 같은 해 11월, 근로자당으로부터 제명되었다.
그런데, 헝가리에서 서서히 민주화, 자유화를 요구하는 소리가 높아져 가던 중, 다시 너지를 정권에 복귀시키자는 국민들의 의견이 높아지면서 1956년 당에 복귀하였고, 같은 해 헝가리 봉기가 발발하면서 다시 수상이 되었다. 사회주의자들이나 반공 민족주의자들과의 연립 정권을 조직해, 일당 독재 체제의 해체와 바르샤바 조약 기구에서의 탈퇴, 코메콘에서의 탈퇴 그리고 헝가리 중립의 표명 등 차례 차례로 개혁을 추진하였다. 그러나, 이러한 움직임은 소비에트 연방의 간섭권 이탈로 간주되었고, 소련군이 헝가리를 침공해 수도 부다페스트를 점령하는 긴박한 사태에 이르렀다. 이 일로 인해 너지는 유고슬라비아 대사관으로 대피하였다.
그 후에 신변 안전을 보장 받고 대사관을 나왔지만, 소련군에 체포되었다. 너지는 루마니아로 신병이 옮겨져 국가보안위원회(KGB)에 의한 비밀 재판에서 교수형에 처해졌다. 그의 시신은 부다페스트 교외의 시립 묘지에 매장되었다.

### 처형 후
너지를 대신한 카다르 야노시 정권은 전면적인 민주화를 요구하는 움직임을 철저히 탄압하였다. 헝가리 봉기가 끝난 후, 카다르 정권은 자주 관리의 도입 등 융화 정책을 취했지만, 너지는 어디까지나 공산주의를 배반한 반당 분자로 다루어졌다. 너지의 명예가 회복된 것은 소비에트 연방에서의 페레스트로이카와 그 영향에 의한 헝가리 민주화 운동 이후였다.
1989년, 너지 시체의 재매장식이 치러져 당시 헝가리 사회주의 노동자당이 너지의 명예를 회복시켰다. 현재는 부다페스트의 머르티르시 광장에는 그의 동상이, 프랑스 파리의 페르 라셰즈 묘지에는 그의 위령비가 세워져 있다.

## 부다페스트에 위치한 너지 임레의 집

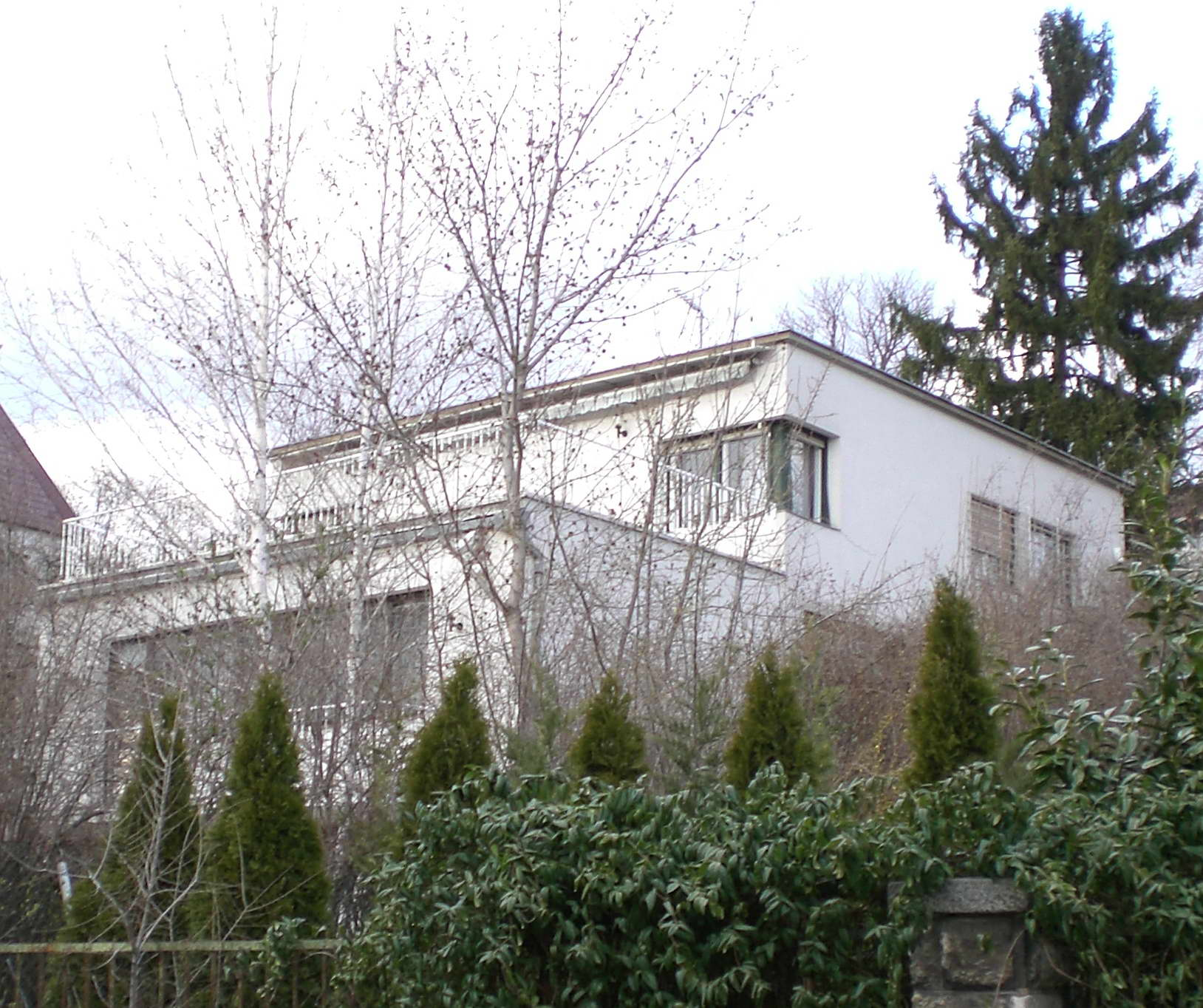
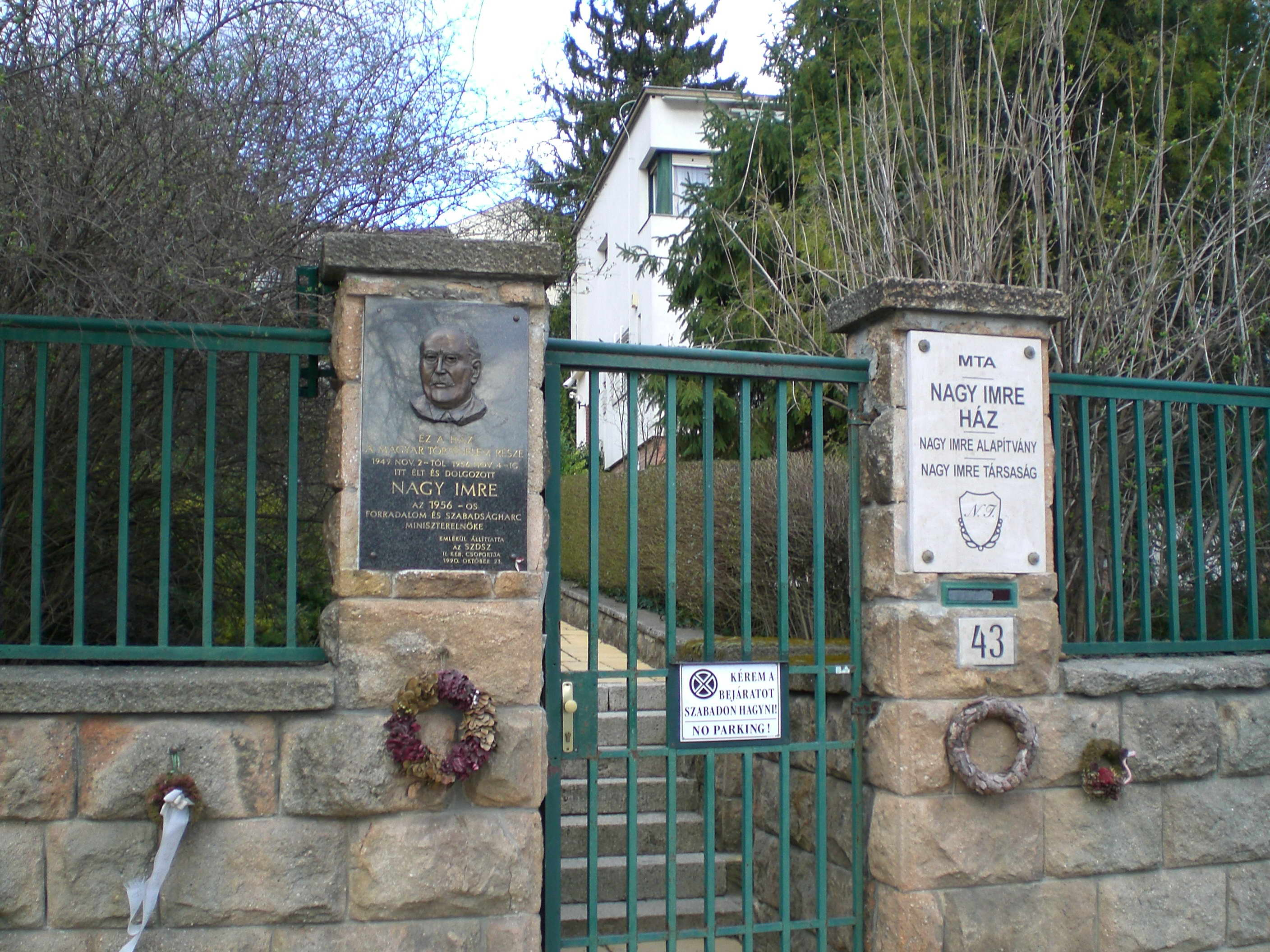